# X386
X386 foi a primeira implementação do X Window System para computadores IBM PC compatível. Ele rodou em sistemas com Intel 386 ou processadores mais atrasados, rodando no UNIX System V com base em sistemas operacionais, com suporte a uma variedade de placas de vídeo compatíveis com VGA. X386 foi criado por Thomas Roell enquanto que Universidade Técnica de Munique, é lançado pela primeira vez (como x386 1.1, com base em X11R4) em 1991. x386 1.2 foi incorporado no X11R5 release mais tarde no mesmo ano.
Além disso desenvolvimento x386 foi financiado por Snitily Graphics Consulting Services, que lançou versões melhoradas comercialmente. SGCS mais tarde se tornou a Xi Graphics e x386 evoluiu para o produto Accelerated-X.
Em setembro de 1992, o projeto XFree86 foi criado para continuar o desenvolvimento do x386 como software open source, o nome ser um trocadilho sobre "x386", distinguindo-a da versão proprietária da SGCS.